# Meistera fulviceps
Meistera fulviceps là một loài thực vật có hoa trong họ Gừng. Loài này được George Henry Kendrick Thwaites mô tả khoa học đầu tiên năm 1861 dưới danh pháp Amomum fulviceps. Năm 2018, Jana Leong-Škorničková và Mark Newman chuyển nó sang chi Meistera mới được phục hồi.

## Phân bố
Loài này có trong khu vực bao gồm tây nam Ấn Độ, Sri Lanka.